# 安德烈·米哈伊洛维奇·马卡罗夫
安德烈·米哈伊洛维奇·马卡罗夫（俄语：Андре́й Миха́йлович Мака́ров，1954年7月22日—），俄罗斯的政治家、律师，曾担任莫斯科市律师协会律师、俄罗斯联邦安全会议反犯罪和黑手党跨部门委员会活动保障局局长、国家杜马预算与税收委员会主席。